# ImageShack
ImageShack es un sitio de alojamiento de imágenes de pago. El sitio debutó en noviembre de 2003, ofreciendo una interfaz amigable y fácil de usar. Desde entonces ha experimentado un constante crecimiento sostenido en popularidad. La página principal tiene un cuadro de diálogo donde se puede seleccionar el archivo a subir. El formato de la imagen debe ser JPEG, PNG, GIF, TIFF, BMP o SWF, y además, no debe sobrepasar el 1.5 Megabytes. Las imágenes en formato BMP o TIFF serán automáticamente convertidas a PNG. 
Una vez que la imagen es subida, se redirige al usuario a una página que contiene diferentes versiones de URLs para la imagen subida. Estas se hallan preformateadas en HTML o en BBCode, lo que permite utilizarlas fácilmente para enlazarlas en sitios web o foros de discusión en línea, pegando el texto de la URL deseada en el cuerpo de un mensaje. Cabe aclarar que estas URLs no son publicadas en ningún sitio de modo automático, por lo que sólo el usuario y las personas a quien él les dé los enlaces podrán acceder a sus imágenes (a diferencia de lo que sucede en otros sitios, e.g. Flickr).
Las imágenes son almacenadas en ImageShack por un período máximo de cuatro-cinco años, excepto cuando el usuario no cumpla con los Términos del servicio. Igualmente, la imagen no será accesible si usa más de 300 Megabytes en un período de una hora.
También se ofrece en el sitio un servicio de registro gratuito que le da al usuario la posibilidad de acceder a sus imágenes previamente subidas y borrarlas, si así lo desea.
Los usuarios pueden crear galerías con sus imágenes - colecciones públicas de imágenes seleccionadas con libro de visitas (guestbook) y posibilidad de que los visitantes les otorguen una puntuación. Los términos de servicio determinan que no se puede subir material pornográfico.
A partir del 22 de febrero de 2011, ImageShack cambió sus políticas obligando a todo aquel que quiera ver imágenes alojadas en el sitio a estar registrado, lo que generó bastante descontento entre sus usuarios ya que prácticamente los obliga a estar logueados todo el tiempo mientras navegan por los diferentes foros y blogs de la web que enlazaban imágenes desde dicho servidor. Desde el 17 de enero de 2014 nuevamente cambió sus políticas y obliga a los usuarios a obtener una cuenta premium para continuar subiendo imágenes (permitiendo hacer una cuenta premium de prueba gratuita por 30 días).